# Bohorodczany Stare (gmina)
Bohorodczany Stare – dawna gmina wiejska w powiecie stanisławowskim województwa stanisławowskiego II Rzeczypospolitej. Siedzibą gminy były Bohorodczany Stare.
Gminę utworzono 1 sierpnia 1934 r. w ramach reformy na podstawie ustawy scaleniowej z dotychczasowych gmin wiejskich: Bohorodczany Stare, Hryniówka, Łesiówka i Niewoczyn.
Pod okupacją zniesiona i przekształcona w gminę Bohorodczany.